# Ferrari F40
El Ferrari F40 es un automóvil superdeportivo berlinetta de dos puertas biplaza, producido por el fabricante italiano Ferrari. Su producción comenzó en 1987 con motivo del 40.º aniversario de la fundación de la marca, hasta 1992 cuando terminó de fabricarse.
Su precio, su comportamiento y su aspecto moderno lo convirtieron en un clásico instantáneo y hoy en día, es recordado junto al 288 GTO como el último gran Ferrari de la vieja escuela.

## Historia

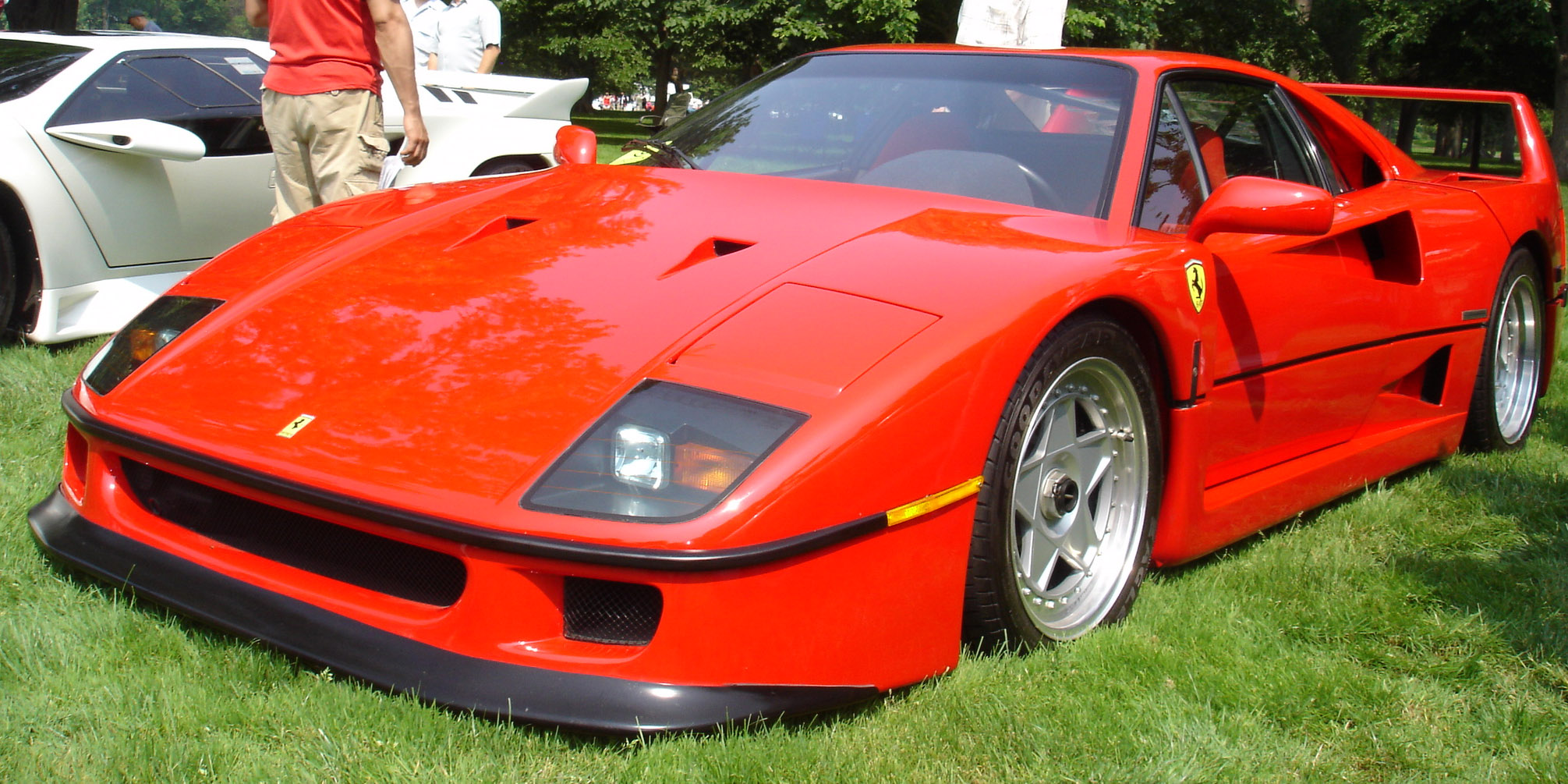
En 2007.

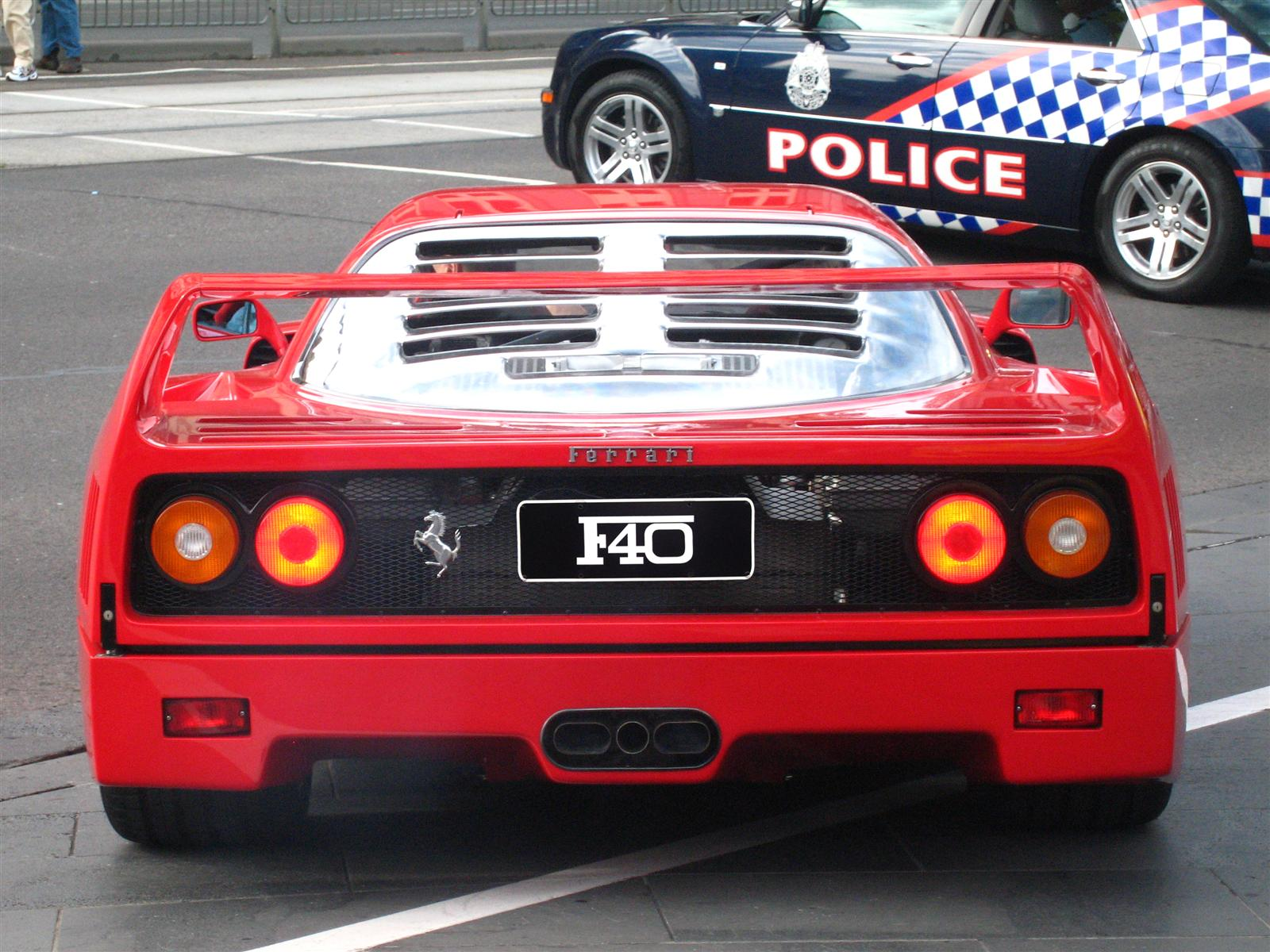
Vista posterior junto a un vehículo policial en el Casino de Melbourne, Australia.

El Ferrari F40 fue un modelo desarrollado para su uso en carretera abierta, pero con especificaciones cercanas a un automóvil de competición. Su austeridad, el nivel de exigencia que imprime a sus pilotos y su excelente comportamiento dan prueba de ello.
Enzo Ferrari ya era consciente de que se acercaba el fin de su vida, a los 90 años. Estaba enfadado, porque el dominio de Ferrari en las competiciones del motor en todo el mundo había desfallecido con el paso de los años. Él mismo pidió a la empresa el desarrollo de un automóvil que hiciera saber a todo el mundo la capacidad que tenían en Maranello para hacer coches competitivos; y para rivalizar contra el Porsche 959 y convertirse en el orgullo de la marca. 
El desarrollo técnico corrió a cargo de Nicola Materazzi y aunque su chasis sigue siendo el clásico tubular de acero, fue el primer Ferrari que añadió refuerzos de materiales compuestos. La carrocería fue diseñada por Leonardo Fioravanti que en ese momento trabajaba para Pininfarina. Fue realizada con kevlar, fibra de carbono, aluminio y nomex para conseguir resistencia y poco peso. Gracias al túnel del viento de la compañía italiana, se consiguió una gran estabilidad en ambos trenes a alta velocidad. A pesar de disponer de un gran alerón trasero y no tener los bajos carenados, el F40 consiguió un Cx de 0.34 en penetración aerodinámica. Su cristal trasero que deja ver su motor y con branquias para la ventilación, es una de las señas de identidad que han continuado en la estirpe de deportivos Ferrari.
Es impulsado por un motor V8 de gasolina de 2936 cm³ (2,9 L; 179,2 plg³) con cuatro válvulas por cilindro, en el que gran parte de la puesta a punto, basado en el bloque del 288 GTO, se realizó en los prototipos conocidos como 288 Evoluzione. Testigo de su época, este disponía de dobles turbocompresores IHI con intercoolers. Técnicamente es un automóvil muy radical, ya que no dispone de ABS ni servofreno, además de que no existe sincronización en las marchas, ni dirección asistida ni ningún otro tipo de ayuda electrónica.
En el interior se eliminó cualquier tipo de guarnecido, se usaron ventanillas correderas de plexiglás, que tras un corto período se sustituyeron por unas convencionales a petición de los clientes y se utilizó la pintura justa para la carrocería. Se llegó al extremo de utilizar una cuerda como tirador para abrir las puertas y se eliminó el equipo de sonido.
El Porsche 959 y el Lamborghini Diablo fueron sus principales rivales en sus escasos cinco años de producción. A ambos los superó en prestaciones y comportamiento en circuito.
Fue también el coche más rápido del mundo hasta la llegada del Jaguar XJ220 y el Bugatti EB110.

## Producción
Su producción finalizó en 1992 y en 1995 fue sustituido por el F50, que hasta que una nueva generación de la fábrica respaldara los coches de GT1 que vinieron, se mantuvo competitivo.
Se fabricaron un total de 1311 unidades. La última serie, dotada de convertidor catalítico y sistema electrónico de calibrado y ajuste de suspensión, es la menos cotizada por restar pureza al concepto inicial del coche.

### Precio
Fue en su día el coche más caro del mundo. En Reino Unido se lanzó a un precio de 193 000 ₤ y en España se podía adquirir por 40 000 000 pts. Era aproximadamente un 50% más caro que un Ferrari Testarossa. La versión americana, convenientemente modificada para ser legal en Estados Unidos, salió al mercado a un precio de US$400 000. En la reventa, algunos modelos alcanzaron US$1 600 000. En la actualidad, los precios del F40 por lo general rondan por el millón de dólares.

## Especificaciones

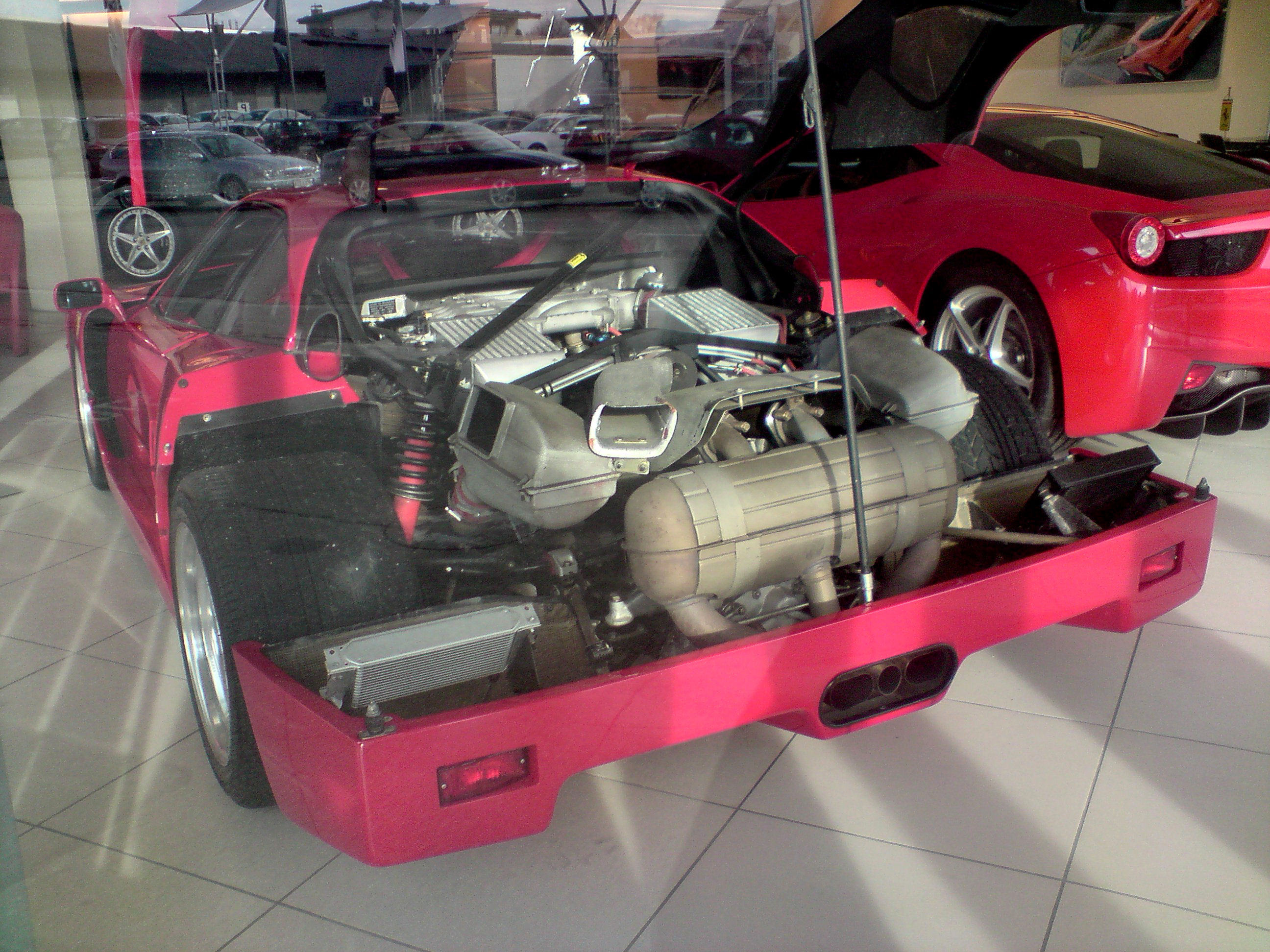
Motor del Ferrari F40.

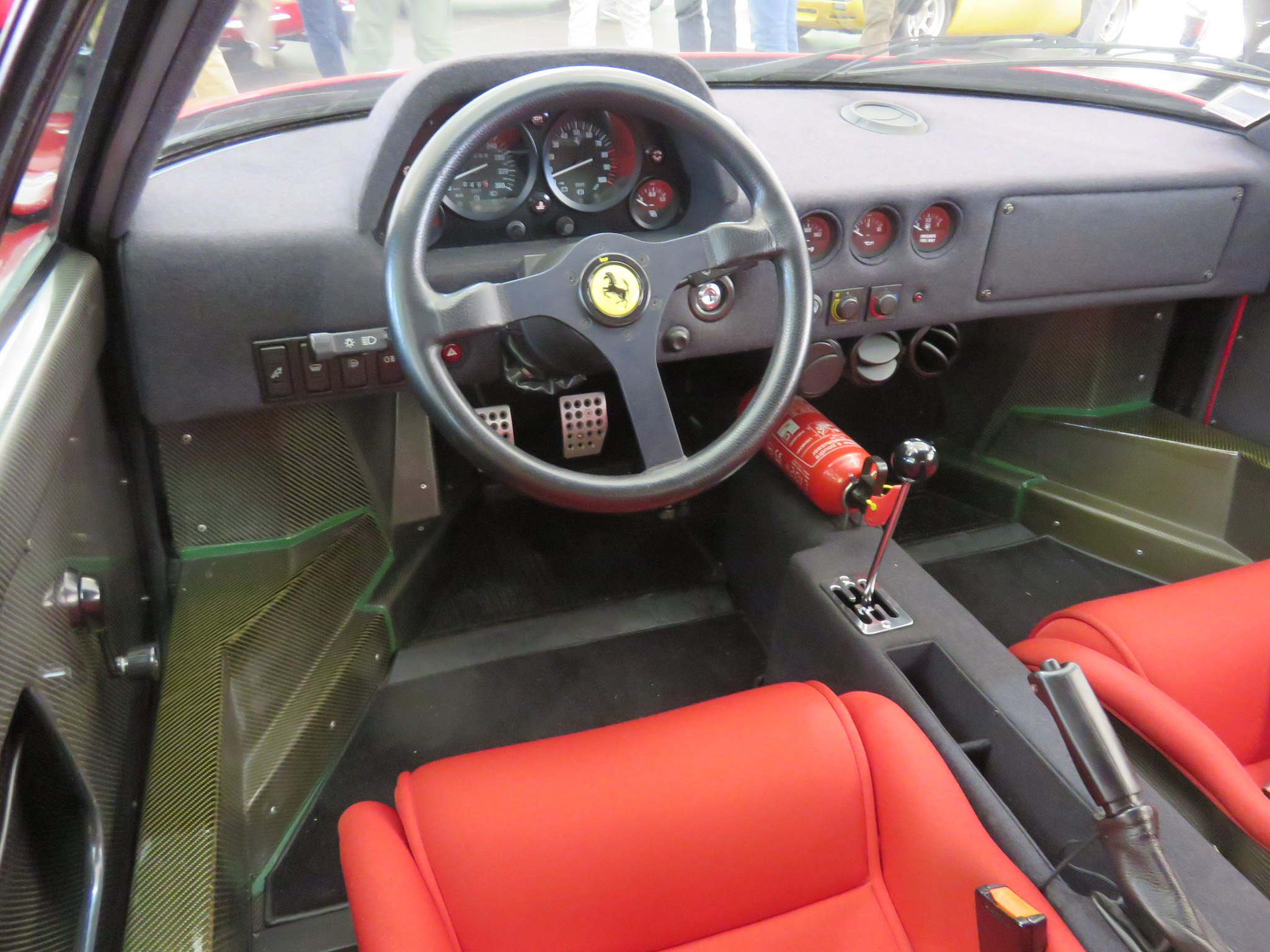
Habitáculo interior.

| Materiales del motor                | Bloque y cabezas de aluminio               |
| Diámetro x carrera                  | 82 x 69,5 mm (3,23 x 2,74 pulgadas)        |
| Potencia máxima                     | 478 CV (471 HP; 352 kW) @ 7000 rpm         |
| Par máximo                          | 577 N·m (426 lb·pie) @ 4000 rpm            |
| Potencia específica                 | 162,8 CV/litro                             |
| Distribución                        | DOHC 4 válvulas por cilindro (32 en total) |
| Alimentación                        | Inyección electrónica Weber-Marelli        |
| Aspiración                          | Biturbo IHI e intercoolers dobles Behr     |
| Sistema de lubricación              | Cárter seco                                |
| Relación de compresión              | 7.7:1                                      |
| Embrague                            | Doble plato                                |
| Capacidad del tanque de combustible | 120 litros (31,7 galAm)                    |

### Rendimiento y prestaciones
Gracias a la ligereza de su conjunto con 1100 kg (2425 libras), alcanza una velocidad máxima de 324 km/h (201 mph), y acelera de 0 a 100 km/h (62 mph) en 4.1 segundos, pero quizás una de las marcas más representativas del potencial del coche, sean los 20.9 segundos que tarda en recorrer 1 kilómetro (0,62 milla).

#### Tiempos de aceleración y distancia
- 0 a 60 mph (0 a 97 km/h): 4.1 segundos.[9]
- 0 a 100 km/h (0 a 62 mph): 4.2 segundos.
- 0 a 200 km/h (0 a 124 mph): 12 segundos.[10]
- 30 a 50 mph (48 a 80 km/h) en la marcha más larga: 12.1 segundos.[9]
- Desde parado al 1/4 de milla (402 m): 12.1 segundos a 122 mph (196 km/h).[9]
- 50 a 70 mph (80 a 113 km/h) en la marcha más larga: 12.2 segundos.[9]
- 0 a 100 mph (0 a 161 km/h): 8.3 segundos.[9]
- 0 a 130 mph (0 a 209 km/h): 13.5 segundos.[9]
- 0 a 1 km (0 a 0,6 milla): 20.9 segundos.
- Frenada de 70 a 0 mph (113 a 0 km/h): 218 pies (66,4 m).[9]
- Frenada de 100 a 0 km/h (62 a 0 mph): 38,5 m (126 pies).[10]

## En medios de comunicación

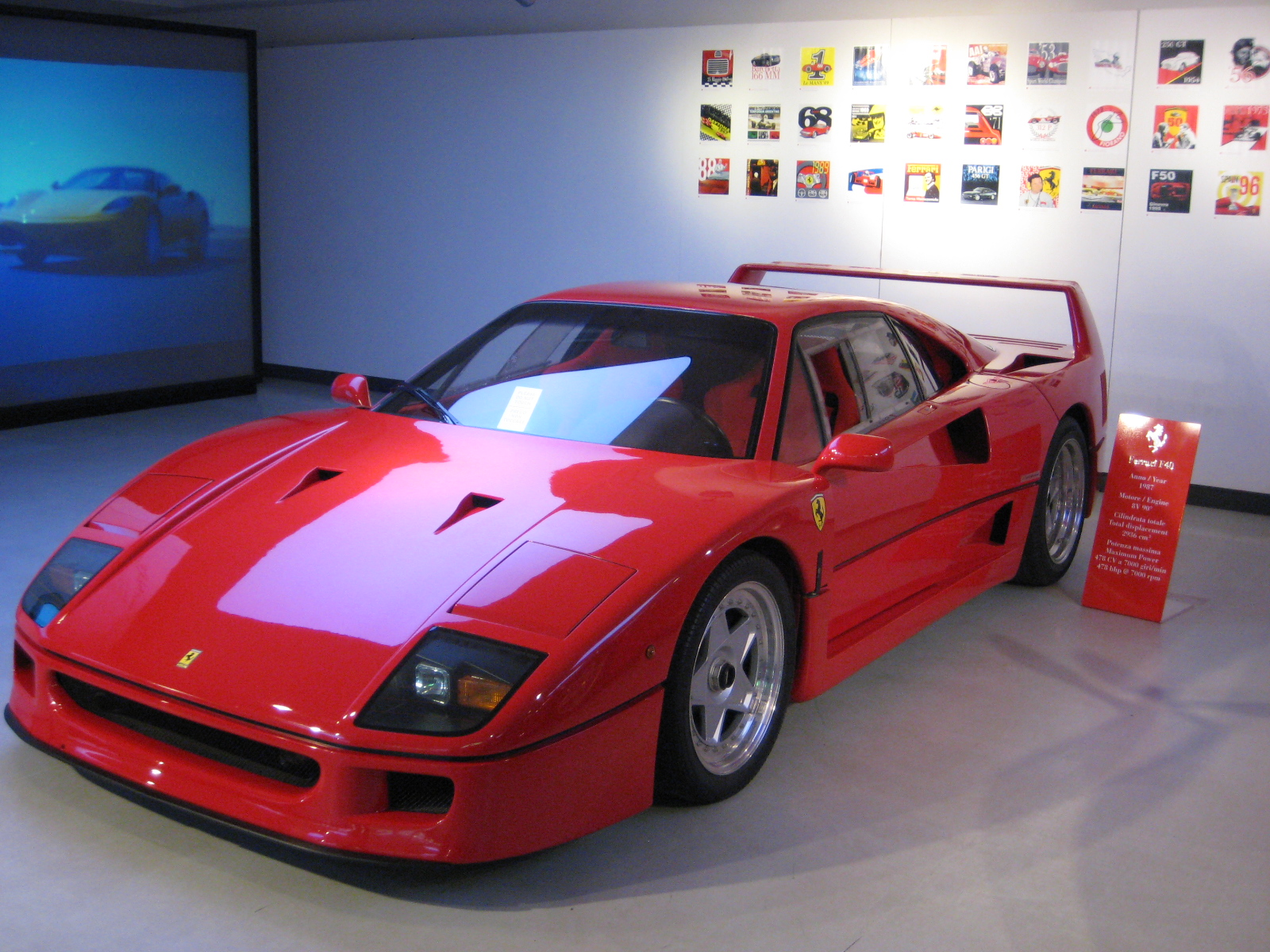
En exhibición en 2006.

- Nick Mason, baterista de Pink Floyd y afamado coleccionista de automóviles, prestó su propio F40 para el desarrollo del McLaren F1, lo que demuestra la posición que ostentaba este deportivo entre diseñadores como Gordon Murray, incluso después de su cese de producción.
- Enzo Ferrari, al verlo en vivo por primera vez en su presentación en 21 de julio de 1987, se quedó impresionado y solo consiguió pronunciar: "Bello, molto bello..."[11]
- Jeremy Clarkson, presentador de Top Gear, en la BBC, admitió que el F40 es su deportivo favorito, gracias a su simplicidad con respecto a los coches modernos.
- En Fast N' Loud, programa de televisión de Discovery Channel, Richard Rawilings y su amigo Dennis Collins compran un F40 siniestrado por US$400 000 e invierten otros US$295 000 para su completa restauración, aunque con pintura nueva de color negro y rines personalizadas.
- Es considerado el último Ferrari de la era pre-electrónica, y el último que vio en vida Enzo Ferrari.
- Para adquirir este Ferrari, era requisito haber poseído otro Ferrari con anterioridad.
- En el videojuego de carreras de Arcade de Sega Turbo Out Run, el coche del jugador era un F40 sustituyendo al clásico Ferrari Testarossa del Out Run Clásico.
- Según una historia contada por su representante de aquel momento, antes de que se disputara la Copa Mundial de Fútbol de 1986, Diego Armando Maradona, el entonces jugador del SSC Napoli, le pidió a su representante Guillermo Coppola un F40, ya que el futbolista quería algo particular, pues por entonces ya tenía un Ferrari Testarrosa, por lo que le exigió a su representante que el superdeportivo italiano debía ser de color negro como regalo. Coppola le esperaba junto con el presidente del equipo Corrado Ferlaino, quien lo pagó en cerca de US$1 000 000 al representante de Diego, quien había pagado originalmente US$470 000 y US$70 000 por la exclusividad de repintar el coche de color negro a petición del jugador. Ferrari lo había presentado 2 meses antes y no aceptaba salida de producción en otro color que no fuese rojo. Al ver que el vehículo ultradeportivo salía de fábrica sin equipo de sonido, ni tapizados en las puertas, ni dirección asistida, Maradona lo rechazó en el mismo momento en que le fue obsequiado. Coppola explicó que Maradona finalmente se quedó con el F40, pero tuvieron que instalarle posteriormente un equipo de sonido y el tapizado de las puertas. Enzo Ferrari era muy reacio a usar otro color que no fuera el icónico Rosso Corsa en sus autos, pero desde siempre existieron Ferrari de diversos colores. En el caso del Testarossa, el color negro era opcional y se podía encargar desde la fábrica por una módica suma, pero en el caso del F40 no, era imposible. Todos los F40 salieron de la fábrica de color rojo por orden de Il Commendatore. Los que hoy existen de otros colores, fueron repintados al salir de Maranello. Todo el material audiovisual existente muestra a Maradona con un F40 rojo.[12][13][14]
- Un ejemplar que perteneció al piloto de Fórmula 1, Nigel Mansell, fue vendido en 1990 por un precio récord de 1 000 000 £, el cual se mantuvo hasta los años 2010.[15][16]

## En competición
Originalmente fue desarrollado como un coche de calle, pero también cuenta con diferentes versiones de carreras, tales como: F40 LM, F40 GT y F40 GTE, mismos que han conseguido resultados muy irregulares a lo largo de su carrera. De todos modos, ha participado en diversos campeonatos de GT.

### F40 LM

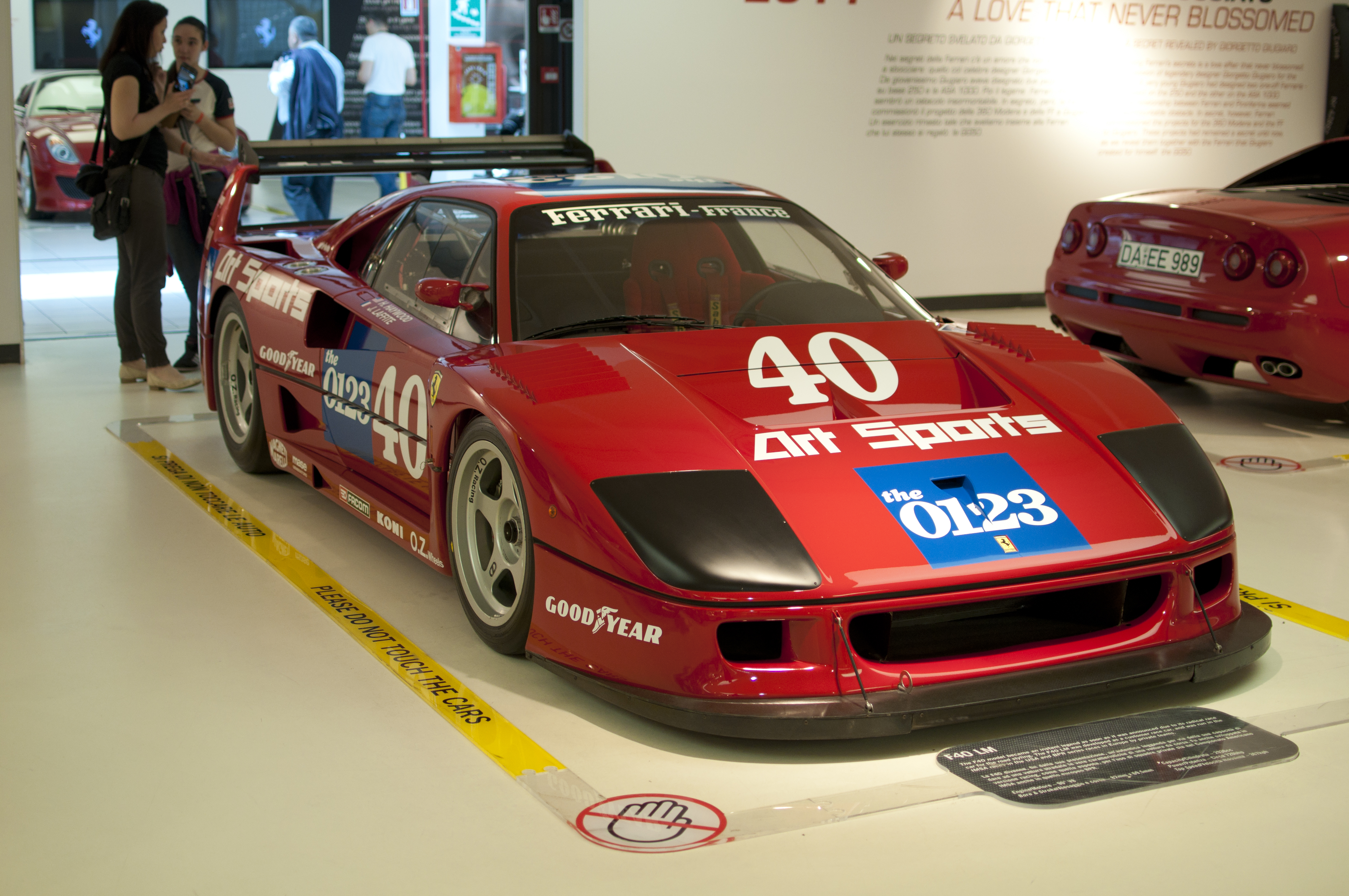
Ferrari F40 LM en el Museo Ferrari.

Una vez concluida la producción, en los siguientes años fueron apareciendo versiones de competición, como el Ferrari F40 LM diseñado por Michelotto para Le Mans, previa autorización de Ferrari.
Las modificaciones de Michelotto llevaron al Ferrari F40 LM al límite de un deportivo que pasó de un entorno urbano a uno de competición. Esta versión pesaba casi 200 kg menos, se cambió la suspensión, la transmisión, panel de instrumentos, parte del diseño de la carrocería frontal y trasera, pero lo más llamativo del restilizado fue el motor.
Conocido también como F120 B, el Ferrari F40 LM elevó su potencia a 720 CV (710 HP; 530 kW) que, sin las limitaciones que exigían en los campeonatos, podía rendir hasta los 760 CV (750 HP; 559 kW). Para los años 90, esas cifras eran impensables en un deportivo, que en origen había nacido para la carretera. Solamente se fabricaron 19 unidades en el mundo. Todos llegaron a competir menos uno: la 18.ª unidad nunca llegó a correr en ninguna competición.

### F40 Competizione

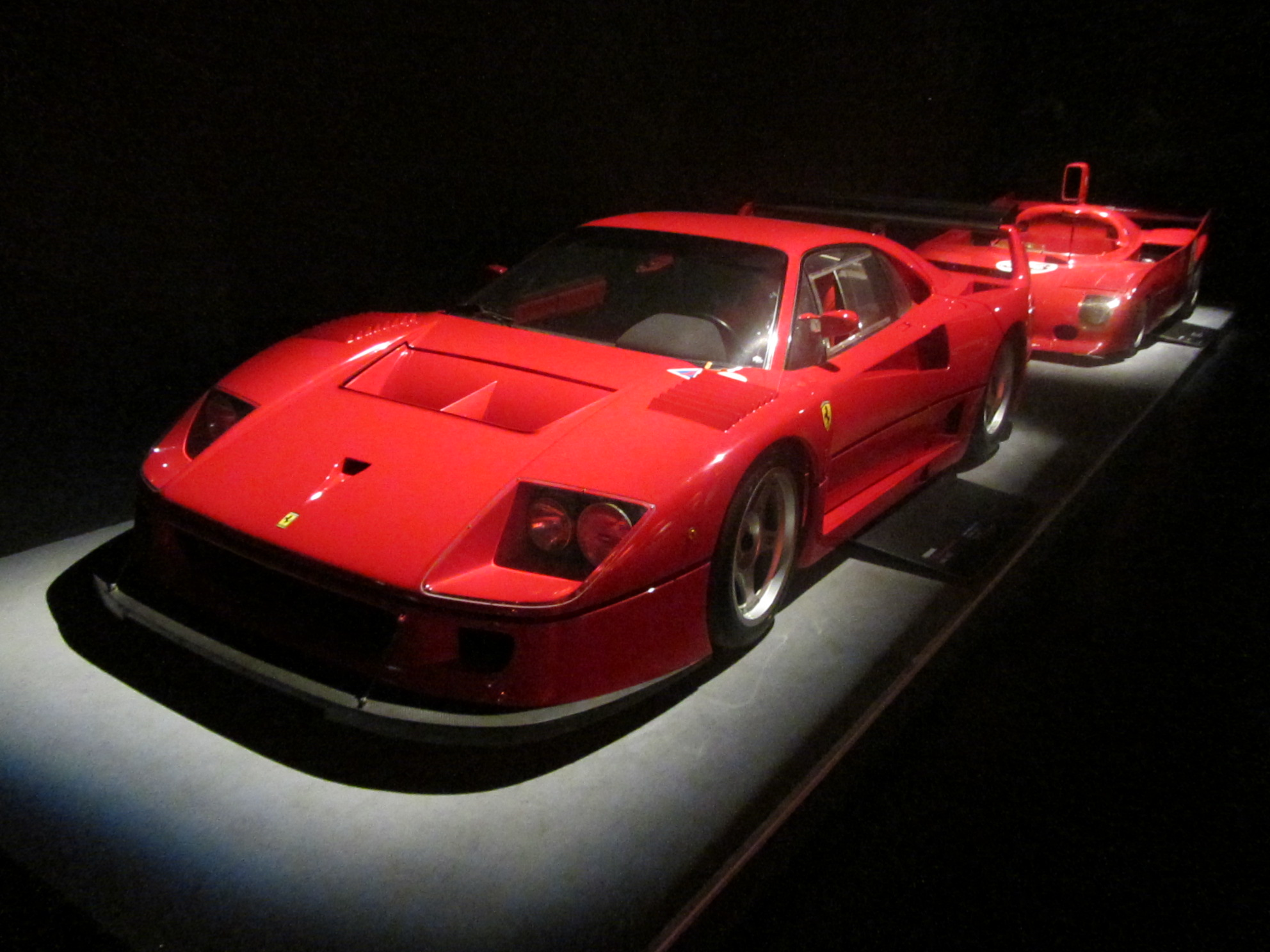
F40 Competizione en el Museo Nacional del Automóvil de Turín.

La nueva versión del F40 se construyó dos años después de que se presentara el original, a petición de un cliente importador francés que quiso inscribirlo en las 24 Horas de Le Mans. A los dos primeros ejemplares fabricados ya se les conocía como F40 LM. Estaban equipados con una planta motriz más potente, una suspensión modificada y una aerodinámica especial. La fábrica comenzó a recibir solicitudes de otros clientes y se construyeron alrededor de diez unidades. Las dos primeras fueron llamados F40 LM y las ocho restantes “Competizione”. Como la denominación “Le Mans” era muy restrictiva, se optó por la más genérica “Competizione”.
Entregaba una potencia máxima de 515 kW (700 CV; 691 HP) a las 8100 rpm del mismo V8 biturbo, al haber sido revisado y mejorado. Era capaz de alcanzar una velocidad máxima reportada de alrededor de 367 km/h (228 mph).

### F40 GT
Era uno de los ocho prototipos de F40 construidos en 1987 por Ferrari para realizar pruebas de conducción y uno de los únicos siete convertido en un GT de carreras, bajo las especificaciones de Michelotto en 1991.

### F40 GTE
Después del LM, se construyeron los GTE, también por Michelotto. Para distinguir si es un LM o GTE, el alerón trasero del GTE es más grande, totalmente diferente al del LM, que además cuenta con otro ducto de aire lateral casi sobre el rin trasero, salidas de aire sobre los rines delanteras y otros ductos de aire detrás de estas salidas.
El GTE era tan rápido que en varias carreras venció al mucho más moderno McLaren F1 GTR, además que uno de los problemas por los que no ganó en las 24 Horas de Le Mans, donde el F1 lo hizo en su primera aparición, fue su confiabilidad y su monstruoso par motor, que en la lluvia volvía al auto imposible de controlar.